# La sirenetta (film 1968)
La sirenetta (in russo Русалочка?, Rusalochka) è un film d'animazione sovietico del 1968, prodotto dallo studio Sojuzmul'tfil'm di Mosca e diretto da Ivan Aksenchuk, tratto fedelmente dalla celebre fiaba di Hans Christian Andersen del 1837.

## Trama
La storia si apre con un gruppo di turisti su di un bus, in visita a Copenaghen. La loro guida pone l'attenzione dei turisti sulla graziosa statua della sirenetta a Langelinie. A questo punto l'azione si sposta sott'acqua, dove un pesce, che si burla dell'idea di amore eterno che hanno gli umani, inizia a raccontare la storia della sirenetta ad un gruppo di pesci. 
Un galeone sta per affondare durante un maremoto, mentre un giovane principe, tenta di governare la nave. Intanto, quattro sirene escono dal loro magnifico palazzo sottomarino d'alabastro. Le tre sirene maggiori, vestite con dei mantelli azzurri, adornano la loro sorella minore con un mantello rosso, in occasione del suo quindicesimo compleanno. 
La sirenetta sale in superficie dove vede il principe cadere in mare e perdere conoscenza. Lo salva portandolo a riva e gli canta una dolce canzone. Suona la campana di un convento vicino, da cui fuoriescono alcune donne. La sirenetta si rituffa in mare e vede che una delle donne, somigliante a lei, trova il principe e lo soccorre portandolo nel convento. 
La sirenetta torna a palazzo e racconta alle sorelle del principe. Decide allora di recarsi dalla strega del mare per trovare una soluzione. La vecchia le offre una pozione che la renderà umana, a condizione di perdere la sua voce e di dover sopportare un lancinante dolore ai piedi quando camminerà. La sirenetta accetta.
La sirenetta giunge sulla terra dove incontra il principe a cavallo. Lui nota la sua bellezza, e lei sogna di volare con lui fra le stelle su di un cavallo alato. Il principe deve recarsi per ordine del padre nel regno vicin e la sirenetta lo accompagna nel suo viaggio in nave. Una dama, dal balcone del palazzo del regno, avvista la nave e chiama la principessa. Il principe e la sirenetta entrano a palazzo, osservati dalla corte. Il re accoglie la coppia e presenta loro sua figlia, che altri non è che la ragazza del convento. La sirenetta è disperata, ricordando quando la strega le disse che se il principe avesse sposato un'altra, lei sarebbe morta il giorno successivo.
Il principe e la principessa, in abiti nuziali, fanno ritorno alla nave mentre la sirenetta regge il velo della sposa, seguiti da altra gente. Il principe chiede alla sposa della canzone che gli cantò quando lo trovò fuori dal convento, ma questa dice di non ricordare di aver cantato. Mentre la sirenetta attende l'alba, appaiono le sue tre sorelle, con i capelli tagliati, avendo venduto le loro lunghe chiome, le loro ricchezze e il loro castello alla strega, in cambio di un modo per salvare la sorella. Le danno una conchiglia magica, che scatenerà una tempesta uccidendo il principe e la sua amata, salvando la sua vita e ridandole le sembianze di una sirena. La sirenetta rifiuta e lascia cadere la conchiglia in mare. Allora una grossa onda si abbatte sulla nave, facendo svanire la sirenetta in spuma di mare. Il principe nota la sua assenza, ma mentre lei muore si sente la sua canzone, e il principe dice alla sposa: "quindi ricordi ancora la canzone".
Alla fine vengono date due diverse interpretazioni della storia. Il pesce compatisce la storia della sirenetta e la sua sconsideratezza, definendo la storia un avvertimento a dover restare ognuno al proprio posto. Gli umani la vedono invece come una splendida e tragica storia d'amore.

## Produzione
La canzone della sirenetta Sginul v more tvoy bednyy korablik ("La tua povera nave perì in mare"), scritta dal poeta e drammaturgo Aleksandr Galich, è stata eseguita da Victoriya Ivanova, cantante lirica celebre in patria. Il film utilizza un frammento di Toccata e fuga in Re minore di Johann Sebastian Bach. 
Per la realizzazione degli sfondi nelle scene di apertura e di chiusura vennero utilizzati collage di foto di Copenaghen.

## Distribuzione
Il cortometraggio uscì nei cinema sovietici nel 1968. In Italia venne trasmesso nel 2005 come episodio all'interno della serie americana Fiabe da terre lontane. Questa versione del cortometraggio presenta diversi tagli e rimontaggi e una differente colonna sonora. L'episodio è stato distribuito dalla Avo Film nel DVD di La pentola magica abbinato a Un milione nel sacco, per la serie Le fiabe del cuore.